# هوپ آکپان
هوپ آکپان (انگلیسی: Hope Akpan؛ زادهٔ ۱۴ اوت ۱۹۹۱) بازیکن فوتبال اهل انگلستان است.
از باشگاه‌هایی که در آن بازی کرده‌است می‌توان به اورتون، هال سیتی، باشگاه فوتبال کراولی تاون، ریدینگ، بلکبرن روورز
، و تیم ملی فوتبال نیجریه اشاره کرد.